# Alphen (Brabant-Septentrional)
Pour les articles homonymes, voir Alphen.
Alphen est un village situé dans la commune néerlandaise d'Alphen-Chaam, dans la province du Brabant-Septentrional. Le 1er janvier 2007, le village comptait 3 890 habitants.

## Histoire
Alphen a été mentionné pour la première fois en 709, quand un noble du nom de « Engelbrecht » a vendu « Alfheim » au Saint Willibrord. En 739, il a été revendu à l’Abbaye d'Echternach. Alphen était originellement une collection de hameaux qui ont commencé à se concentrer autour de l'église.
L'église catholique Saint-Willibrord a été construite en 1954 pour remplacer une église des années 1909-1910 qui a été détruite en 1944. La plus vieille église mentionnée date du XVIe siècle et avait une tour qui a été construite vers 1559. L'église d'urgence, qui a été construite en 1945, est toujours situé à côté de l'église Saint-Willibrord.
En 1542, Alphen a été incendié par l'armée du Duché de Gueldre sous le commandement de Maarten van Rossum, et en 1944, le village a souffert de destructions et de pillages.
Alphen inclut les hameaux de 't Zand, Alphen-Oosterwijk, Druisdijk, Looneind, Boslust, Hondseind, Het Sas, Terover, Boshoven et Kwaalburg.
Alphen comptait 431 habitants en 1840. Jusqu'en 1997, Alphen était le principal village de la municipalité de Alphen en Riel.